# Gato Minuet
El gato Napoleón (también conocido como Minuet) es una raza reciente, clasificada por la Asociación Internacional de Gatos (TICA) como una raza híbrida doméstica, "una raza desarrollada a partir de un cruce deliberado entre dos razas domésticas existentes, incorporando características de ambas razas parentales en la nueva raza ". Las dos razas de las que hacen este gato son el Munchkin y el Persa . De acuerdo con el estándar oficial de TICA para el Minueto, estas razas representan los únicos cruces permitidos que uno puede usar para crear el Napoleón. Esto incluye las combinaciones Minuet   × Minueto, Minuet × Munchkin y Minuet × una de las razas de tipo persa (incluidos persas, himalayas y exóticos de pelo corto ). Los napoleones vienen en variedades de pelo largo y pelo corto. 

## Origen
La raza fue creada por Joseph B. Smith, un criador de Basset Hound y juez del American Kennel Club (AKC). Se inspiró en la página principal del Munchkin del Wall Street Journal el 12 de junio de 1995. Era fanático del Munchkin, pero sentía que las inevitables versiones de piernas largas no se podían distinguir de las razas mixtas similares que se ven comúnmente en los refugios de animales. Smith decidió que había que hacer algo para crear un gato único en las versiones de patas cortas y largas, algo que pareciera de pura raza. Él eligió el grupo de raza persa como un cruce con el Munchkin por dos razones: belleza y deshuesado. El estándar original de Napoleón fue escrito con esto en mente.
En enero de 2015, la junta directiva de TICA votó para cambiar el nombre de la raza a Minuet. El grupo de raza todavía es reconocido como el Napoleón por la Cat Fanciers Federation. Actualmente no está reconocido por la Cat Fanciers' Association, la American Cat Fanciers Association, o la Federación Internacional Felina

## Descripción
El Napoleón heredó sus patas distintivamente cortas del Munchkin, que, en esa raza, fueron causadas por una mutación genética natural. Las patas cortas no obstaculizan la agilidad del gato. Son capaces de correr, saltar y jugar fácilmente. Del grupo persa (incluidos los persas, los exóticos de pelo corto y los Himalaya), Napoleón ha heredado su cara redonda, ojos, pelaje denso y deshuesado sustancial. El deshuesado proporciona un buen sistema de soporte para sus patas únicas y cortas. El Napoleón no es simplemente un persa de piernas cortas ni un peludo Munchkin. Es una combinación única de estos dos grupos, lo que lo hace fácilmente distinguible de cualquier otra raza de gato. 

## Cuidados
El Napoleón tiene muy pocos problemas de salud. Debido a la incorporación de la línea de sangre persa, que tiene una alta incidencia de enfermedad renal poliquística (PKD), los animales reproductores se analizan para detectarla. Los gatos de Napoleón se crían específicamente lejos de otros problemas comunes de los gatos persas, como epífora (formación excesiva de lágrimas), estenosis (estrechamiento y bloqueo) de los conductos nasolagrimales, rasgos faciales aplanados y pelajes propensos a enmarañarse.

## Famosos
Unico Uniuni, un gato japonés famoso por el meme del gato Maxwell. Aclarar que el no es el gato original de la foto, sino, es uno parecido. 